# 任朝海
任朝海（？—），男，中华人民共和国军事人物，中国人民解放军少将，曾任安徽省军区副政治委员，江苏省军区政治委员。